# Platnickina
Genre
Synonymes
- Keijia Yoshida, 2001 nec Manning, 1995

Platnickina  est un genre d'araignées aranéomorphes de la famille des Theridiidae.

## Distribution
Les espèces de ce genre se rencontrent en Asie, en Amérique, en Europe, en Afrique et en Océanie.

## Liste des espèces
Selon World Spider Catalog (version 26, 20/02/2025) :
- Platnickina adamsoni (Berland, 1934)
- Platnickina alabamensis (Gertsch & Archer, 1942)
- Platnickina antoni (Keyserling, 1884)
- Platnickina fritilla Gao & Li, 2014
- Platnickina kijabei (Berland, 1920)
- Platnickina maculata (Yoshida, 2001)
- Platnickina nigropunctata (Lucas, 1846)
- Platnickina punctosparsa (Emerton, 1882)
- Platnickina qionghaiensis (Zhu, 1998)
- Platnickina sterninotata (Bösenberg & Strand, 1906)
- Platnickina tincta (Walckenaer, 1802)

Selon World Spider Catalog (version 23.5, 2023) :
- † Platnickina duosetae Wunderlich, 2012

## Systématique et taxinomie
Keijia Yoshida, 2001, préoccupé par Keijia Manning, 1995, a été remplacé par Platnickina par Koçak et Kemal en 2008.

## Étymologie
Ce genre est nommé en l'honneur de Norman I. Platnick.

## Publications originales
- Koçak & Kemal, 2008 : « New synonyms and replacement names in the genus group taxa of Araneida. » Centre for Entomological Studies Miscellaneous Papers, no 139/140, p. 1-4 (texte intégral).
- Yoshida, 2001 : « A revision of the Japanese genera and species of the subfamily Theridiinae (Araneae: Theridiidae). » Acta Arachnologica, vol. 50, p. 157-181 (texte intégral).